# Lemonia balcanica
Espèce
Lemonia balcanica est une espèce de lépidoptères (papillons) appartenant à la famille des Brahmaeidae.
- Répartition : Balkans.
- Envergure du mâle : de 20 à 21 mm.
- Période de vol : de septembre à octobre.
- Plantes-hôtes : Taraxacum, Leontodon, Hieracium.

## Source
- P.C. Rougeot, P. Viette, Guide des papillons nocturnes d'Europe et d'Afrique du Nord, Delachaux et Niestlé, Lausanne 1978.